# Lodovico Ferrari
Lodovico Ferrari (2. února 1522 Bologna – 5. října 1565 Bologna) byl italský matematik. Narodil se v Boloni. Jeho dědeček Bartolomeo Ferrari byl nucen opustit Milán a usadil se v Boloni. Bartolomeo měl dva syny, Vincenta a Alexandra, to byl Lodovicův otec. Po Alexandrově smrti žil Lodovico u strýce Vincenta, který měl syna Luka. Ten odešel z domova a našel si v Miláně práci jako sluha u Gerolama Cardana. Ovšem zanedlouho toto místo opustil a vrátil se k otci do Boloni. Cardano kontaktoval Vincenta a žádal, aby poslal syna zpátky do služby. Vincent se rozhodl, že zabije dvě mouchy jednou ranou, bude mít syna doma a zbaví se starostí o svého synovce a tak do Milána poslal Lodovica. Tak se 14letý Lodovico dostal ke slavnému Cardanovi. Ten zjistil, že chlapec umí číst a psát a udělal z něj svého asistenta. Protože byl vysoce inteligentní začal ho Cardano učit matematiku.
V roce 1540 objevil Ferrari řešení kvartické rovnice, ovšem toto řešení záviselo na řešení kubické rovnice, proto nemohlo být publikováno před publikováním řešením kubické rovnice. Toto řešení Ferrari a Cardano znali od roku 1539, kdy se ho dozvěděli na setkání od Tartaglii, kterému Cardano slíbil, že jej nezveřejní.
Získal prestižní učitelskou pozici poté, co na ni Cardano rezignoval. Odešel z ní ve svých 42 letech a poté se odstěhoval zpět do Boloně, kde žil se svou ovdovělou sestrou. V roce 1565 se stal profesorem matematiky na Boloňské univerzitě, ale ještě tentýž rok umřel na otravu bílým arsenem, který mu podala jeho sestra.